# 66454 Terezabeatriz
66454 Terezabeatriz este o planetă minoră (asteroid) din centura de asteroizi. A fost descoperită pe 3 august 1999 la Wykrota Observatory-CEAMIG⁠(d) de Cristóvão Jacques⁠(d). 
Obiectul prezintă o orbită caracterizată de o semiaxă mare de 2,525904754487 UAi, o excentricitate de 0,27, o înclinație de 11,5 ° în raport cu ecliptica.